# Cadiz (Negros Occidental)
Cadiz is een stad in de Filipijnse provincie Negros Occidental. Bij de laatste census in 2007 had de stad bijna 151 duizend inwoners.

## Geografie

### Bestuurlijke indeling
Cadiz is onderverdeeld in de volgende 22 barangays:
| - Andres Bonifacio - Banquerohan - Barangay 1 - Barangay 2 - Barangay 3 - Barangay 4 - Barangay 5 - Barangay 6 - Burgos - Cabahug - Cadiz Viejo | - Caduha-an - Celestino Villacin - Daga - V. F. Gustilo - Jerusalem - Luna - Mabini - Magsaysay - Sicaba - Tiglawigan - Tinampa-an |

## Demografie
Cadiz had bij de census van 2007 een inwoneraantal van 150.750 mensen. Dit zijn 8.796 mensen (6,2%) meer dan bij de vorige census van 2000. De gemiddelde jaarlijkse groei komt daarmee uit op 0,83%, hetgeen lager is dan het landelijk jaarlijks gemiddelde over deze periode (2,04%). Vergeleken met de census van 1995 is het aantal mensen met 24.807 (19,7%) toegenomen.

De bevolkingsdichtheid van Cadiz was ten tijde van de laatste census, met 150.750 inwoners op 515 km², 292,7 mensen per km².

## Geboren in Cadiz
- Jose Lopez Vito (12 mei 1872), politicus en rechter (overleden 7 mei 1947).

Bacolod · Bago · Binalbagan · Cadiz · Calatrava · Candoni · Cauayan · Enrique B. Magalona · Escalante · Himamaylan · Hinigaran · Hinoba-an · Ilog · Isabela · Kabankalan · La Carlota · La Castellana · Manapla · Moises Padilla · Murcia · Pontevedra · Pulupandan · Sagay · Salvador Benedicto · San Carlos · San Enrique · Silay · Sipalay · Talisay · Toboso · Valladolid · Victorias